# NOC*NSF
Het NOC*NSF is een Nederlandse sportorganisatie met als doel (top)sport in Nederland te bevorderen. Het NOC*NSF ontstond in 1993 uit een fusie van het Nederlands Olympisch Comité (NOC) en de Nederlandse Sport Federatie (NSF). Bij het NOC*NSF zijn 90 landelijke sportorganisaties aangesloten. Anneke van Zanen-Nieberg is voorzitter van het NOC*NSF. De organisatie is gevestigd in het Sportcentrum Papendal, te Arnhem. Het NOC*NSF treedt zowel op als Nationaal Olympisch Comité als Nationaal Paralympisch Comité.

## Olympische Spelen
Het NOC*NSF is de Nederlandse vertegenwoordiger in het Internationaal Olympisch Comité (IOC) en speelt een grote rol bij de selectie voor Nederlandse deelnemers aan de Olympische Spelen. Recente Nederlandse IOC-leden zijn / waren:
- Camiel Eurlings (2013-2018)
- Willem-Alexander der Nederlanden (IOC-lid op persoonlijke titel tot eind 2013[1], op dit moment erelid)

Leden ex officio zijn IOC-lid gedurende het voorzitterschap van hun sportfederatie. Wie op persoonlijke titel IOC-lid is, is dat in beginsel tot zijn overlijden.
| Lid                                  | Termijn   |
| ------------------------------------ | --------- |
| Frits van Tuyll van Serooskerken     | 1898-1924 |
| Alphert Schimmelpenninck van der Oye | 1925-1943 |
| Pieter Scharroo                      | 1924-1957 |
| Charles Pahud de Mortanges           | 1946-1964 |
| Herman Adriaan van Karnebeek jr.     | 1964-1977 |
| Kees Kerdel                          | 1977-1986 |
| Els van Breda Vriesman               | 2001-2008 |
| Anton Geesink                        | 1987-2010 |
| Hein Verbruggen                      | 1998-2008 |
| Willem-Alexander der Nederlanden     | 1998-2013 |
| Camiel Eurlings                      | 2013-2018 |

## Onderscheidingen
Het Nederlands Olympisch Comité heeft sinds 1914 meerdere onderscheidingen ingesteld die, al zijn het particuliere onderscheidingen, ook door Nederlandse burgers en Nederlandse militairen op hun uniform mogen worden gedragen. Voorbeelden zijn het Militaire Vijfkampkruis van het Nederlands Olympisch Comité, de Medaille voor vaardigheidsproeven van het Nederlands Olympisch Comité en de Erepenning van het Nederlandsch Olympisch Comité, een legpenning.
De NSF heeft een aantal van deze onderscheidingen overgenomen waarbij vaak vooral de naam veranderde. Voorbeelden daarvan zijn de Vaardigheidsmedaille van de Nederlandse Sport Federatie en het Nationale Vijfkampkruis van de Nederlandse Sport Federatie, beiden opvolgers van de onderscheidingen van het NOC.
De Erepenning van het Nederlandsch Olympisch Comité kan nog steeds worden toegekend.
NOC*NSF reikt tevens de Pahud de Mortanges Trofee en de Van Tuyll Beker uit.

## Aangesloten sportbonden en geassocieerden
Volgens de site van het NOC*NSF staan er per 29 mei 2024 79 ledensportorganisaties en 18 geassocieerde organisaties.

### Aangesloten sportbonden
- Aikido Nederland
- Algemene Nederlandse Sjoelbond
- American Football Bond Nederland
- Atletiekunie
- Badminton Nederland
- Bob en Slee Bond Nederland
- Federatie Oosterse Gevechtskunsten
- Gehandicaptensport Nederland
- Holland Surfing Association
- IJshockey Nederland
- Judo Bond Nederland
- Karate-Do Bond Nederland
- Knac Nationale Autosport Federatie
- Koninklijke HandboogSport Nederland
- Koninklijk Nederlands Korfbal Verbond
- Koninklijke Nederlandsche Kegel Bond
- Koninklijke Nederlandsche Motorboot Club
- Koninklijke Nederlandsche Schaatsenrijders Bond
- Koninklijke Nederlandsche Wielren Unie
- Koninklijke Nederlandse Algemene Schermbond
- Koninklijke Nederlandse Baseball en Softball Bond
- Koninklijke Nederlandse Biljart Bond
- Koninklijke Nederlandse Cricket Bond
- Koninklijke Nederlandse Dam Bond
- Koninklijke Nederlandse Gymnastiek Unie
- Koninklijke Nederlandse Hippische Sportfederatie
- Koninklijke Nederlandse Hockey Bond
- Koninklijke Nederlandse Kaatsbond
- Koninklijke Nederlandsche Kolf Bond
- Koninklijke Nederlandse Krachtsport en Fitnessbond
- Koninklijke Nederlandse Lawn Tennis Bond
- Koninklijke Nederlandse Motorrijders Vereniging
- Koninklijke Nederlandse Roeibond
- Koninklijke Nederlandse Schaakbond
- Koninklijke Nederlandse Schietsport Associatie
- Koninklijke Nederlandse Vereniging voor Luchtvaart
- Koninklijke Nederlandse Voetbal Bond
- Koninklijke Nederlandse Zwembond
- Koninklijke Wandel Bond Nederland
- Nederland Lacrosse
- Nederlands Handbal Verbond
- Nederlandse Algemene Danssport Bond
- Nederlandse Basketball Bond
- Nederlandse Beugel Bond
- Nederlandse Boks Bond
- Nederlandse Bowling Federatie
- Nederlandse Bridge Bond
- Nederlandse Curling Bond
- Nederlandse Darts Bond
- Nederlandse Drakenboot Federatie
- Nederlandse Floorball en Unihockey Bond (NeFUB)
- Nederlandse Frisbee Bond
- Nederlandse Go Bond
- Nederlandse Golf Federatie
- Nederlandse Gewichthef Bond
- Nederlandse Indoor en Outdoor Bowls Bond
- Nederlandse Jeu de Boules Bond
- Nederlandse Klim en Bergsport Vereniging
- Nederlandse Klootschietbond
- Nederlandse Kruisboog Bond
- Nederlandse Minigolf Bond
- Nederlandse Onderwatersport Bond
- Nederlandse Oriënteringsloop Bond
- Nederlandse Rollersports Bond
- Nederlandse Ski Vereniging
- Nederlandse Tafeltennis Bond
- Nederlandse Toer Fiets Unie
- Nederlandse Triathlon Bond
- Nederlandse Vechtsportbond
- Nederlandse Volleybalbond (Nevobo)
- Nederlandse Waterski & Wakeboard Bond
- Reddingsbrigade Nederland
- Rugby Nederland
- Skateboard Federatie Nederland
- Sportvisserij Nederland
- Squash Bond Nederland
- Survivalrun Bond Nederland
- Taekwondo Bond Nederland
- Watersportverbond

### Geassocieerden
- Achterhoek in Beweging
- Branchevereniging E-Sports Nederland
- Esther Vergeer Foundation
- Fonds Gehandicaptensport
- Jeugdfonds Sport & Cultuur
- Koninklijke Nederlandse Doven Sport Bond
- Nederlandse Culturele Sportbond
- Nederlandse Vechtsportautoriteit
- Nederlandse Vereniging voor Fysiotherapie in de Sportgezondheidszorg
- Nederlandse Vereniging voor Olympische Deelnemers
- Richard Krajicek Foundation
- Sportbedrijf Lelystad
- Sportkracht 12
- Stichting Nederland Sport
- Stichting Special Olympics Nederland
- Stichting Sport en Transplantatie
- Stichting Studentensport Nederland
- Vereniging voor Sport en Recht

## Uitzending atleten naar Spelen
| Verantwoordelijk                         | overdracht naar noc*nsf | Spelen                 | beperking                                  |
| ---------------------------------------- | ----------------------- | ---------------------- | ------------------------------------------ |
| NOC                                      | 1993                    | Olympische spelen      | Zonder beperking                           |
| Gehandicaptensport Nederland             | 2007                    | Paralympische spelen   | lichamelijk beperking en visuele beperking |
| Koninklijke Nederlandse Doven Sport Bond | -                       | Deaflympische spelen   | Auditieve beperking                        |
| Special Olympics Nederland               | -                       | World Special Olympics | Verstandelijke beperking                   |

## Geschiedenis
Het Nederlands Olympisch Comité (NOC) werd op 11 september 1912 opgericht in Hotel Krasnapolsky in Amsterdam. In 1993 fuseerde het Nederlands Olympisch Comité met de Nederlandse Sport Federatie, waarna zij samen doorgingen als NOC*NSF.
Het initiatief tot de oprichting van het NOC kwam van Jasper Warner en Carl Hirschman, de voorzitter en de secretaris van de voetbalbond, en van F.W.C.H. baron van Tuyll van Serooskerken, die de eerste voorzitter werd. Doel van het NOC was het bevorderen van sport in het algemeen en het voorbereiden en begeleiden van de nationale teams die naar de Olympische Spelen werden afgevaardigd. Om de tweedelige doelstelling te onderstrepen werd in 1915 de naam NOC uitgebreid en werd Federatie voor Lichaamsvaardigheid toegevoegd.
De Olympische Spelen van 1928 werden in 1921 aan Nederland toegewezen, maar dreigden niet naar Amsterdam te kunnen komen nadat de overheid in 1925 weigerde een subsidie van 1 miljoen gulden te geven. Het NOC en diverse grote kranten startten toen een actie onder het Nederlandse volk en het bedrijfsleven, waarna er ruim 2.500.000 gulden werd opgehaald en de Spelen konden doorgaan.
In 1929 kreeg het NOC een kantoor in Amsterdam maar in 1930 verhuisde dat naar Den Haag, waar het tot 1990 gevestigd bleef, weliswaar op wisselende adressen. In 1946 werden de statuten gewijzigd en werd het NOC het overkoepelend orgaan van de Nederlandse sport.
In 1959 vond een splitsing plaats en werd de Nederlandse Sport Federatie opgericht, waarvan K.J.J. Lotsy de eerste voorzitter werd. De NSF zetelde in Den Haag tot de oprichting van het Nationaal Sportcentrum Papendal te Arnhem in 1971. In 1990 verhuisde het NOC ook naar Papendal en in 1993 gingen het NOC en de NSF weer samen.

### Voorzitters
De eerste NOC-voorzitter was Frits van Tuyll van Serooskerken (1912-1924). Hij werd opgevolgd door Pieter Scharroo (1924-1925) en daarna was Alphert Schimmelpenninck van der Oye (1925-1943) lang voorzitter. Na de Tweede Wereldoorlog werd Charles Pahud de Mortanges voorzitter (1946-1951) en hij fungeerde ook na de periode van Hans Linthorst Homan (1951-1959) nog kort als voorzitter (1959-1961). Tussen 1961 en 1970 was Herman Adriaan van Karnebeek voorzitter van NOC.
In 1970-1977 was Kees Kerdel voorzitter van het NOC. Hij was in 1937 skikampioen van Nederland geweest en van 1953-1955 voorzitter van de Nederlandse Ski Vereniging, en in 1956, 1960, 1964 was hij chef de mission van de Nederlandse Olympische ploeg. In 1956 waren de Zomerspelen in Melbourne net nadat de Russen Hongarije waren binnengevallen, waarna het NOC niet aan de Spelen deelnam. Hij had achteraf spijt van deze beslissing. Toen zich in 1972 het drama met de Israëlitische ploeg in München afspeelde, liet hij de spelers zelf beslissen of ze wilden blijven. Postuum werd hem door voorzitter Samaranch in 1968 de Olympic Order verleend.
In 1977-1981 was Koos Idenburg voorzitter. Idenburg was daarvoor voorzitter van HGC, aanvoerder van het Nederlandse hockeyteam en voorzitter van de Koninklijke Nederlandse Hockey Bond. In zijn tijd speelde de discussie over het wel of niet boycotten van de Zomerspelen in Moskou in 1980. Idenburg heeft toen de beslissing genomen om als bestuur niet naar Moskou te gaan, maar het aan de sporters zelf over te laten of zij wilden gaan. Hij werd tot erelid van het NOC benoemd. 
Idenburg werd opgevolgd door Jaap van der Krol, oud-voorzitter van de Koninklijke Nederlandse Zwembond. 
Van 21 mei 1985 - 27 januari 1989 was Henk Vonhoff voorzitter. Hij bereidde de fusie met NSF voor; zijn poging strandde. Daarna werd eerst Anneke le Coultre-Foest en vanaf mei 1989 Idenburg interim-voorzitter totdat Wouter Huibregtsen in maart 1990 tot voorzitter werd benoemd.
Na de fusie met de Nederlandse Sport Federatie in 1993 was Huibregtsen de eerste voorzitter van het NOC*NSF. In 1998 vertrok hij met veel trammelant. Joop van der Reijden was een jaar ad-interimvoorzitter en werd in 1999 opgevolgd door Hans Blankert. Hij bracht de rust terug.
In 2003 werd  Erica Terpstra verrassend gekozen. Daarna, van 2010-2019, was André Bolhuis voorzitter van NOC*NSF. Op 15 april 2019 werd Anneke van Zanen-Nieberg tot voorzitter gekozen per 22 mei 2019.

## Ledenaantallen sportbonden
Hieronder de ontwikkeling van het ledenaantal en het aantal verenigingen per sportbond op volgorde van grootte:
| Nr.    | Sportbond                                             | Ledenaantallen 2022 | Ledenaantallen 2022 | Ledenaantallen 2022   | Ledenaantallen 2022 | Ledenaantallen 2022 | Ledenaantallen 2022     | Ledenaantallen 2022 | Verenigingen 2022 |
| Nr.    | Sportbond                                             | Jongens <18 jaar    | Meisjes <18 jaar    | Totaal jeugd <18 jaar | Mannen >18 jaar     | Vrouwen >18 jaar    | Totaal volwas. >18 jaar | Totaal              | Verenigingen 2022 |
| ------ | ----------------------------------------------------- | ------------------- | ------------------- | --------------------- | ------------------- | ------------------- | ----------------------- | ------------------- | ----------------- |
| 1.     | Koninklijke Nederlandse Voetbal Bond                  | 415.000             | 84.000              | 499.000               | 633.000             | 88.000              | 721.000                 | 1.220.000           | 2.856             |
| 2.     | Sportvisserij Nederland                               | 56.000              | 5.000               | 61.000                | 613.000             | 34.000              | 647.000                 | 708.000             | 726               |
| 3.     | Koninklijke Nederlandse Lawn Tennis Bond              | 57.000              | 44.000              | 101.000               | 292.000             | 237.000             | 529.000                 | 630.000             | 1.691             |
| 4.     | Koninklijke Nederlandse Golf Federatie                | 7.000               | 3.000               | 10.000                | 286.000             | 141.000             | 427.000                 | 437.000             | 269               |
| 5.     | Koninklijke Nederlandse Gymnastiek Unie               | 41.000              | 159.000             | 200.000               | 10.000              | 46.000              | 56.000                  | 256.000             | 849               |
| 6.     | Koninklijke Nederlandse Hockey Bond                   | 42.000              | 99.000              | 141.000               | 41.000              | 49.000              | 90.000                  | 231.000             | 325               |
| 7.     | Koninklijke Nederlandse Hippische Sportfederatie      | 3.000               | 49.000              | 52.000                | 14.000              | 71.000              | 85.000                  | 137.000             | 1.027             |
| 8.     | Koninklijke Nederlandse Zwembond                      | 27.000              | 28.000              | 55.000                | 35.000              | 31.000              | 66.000                  | 121.000             | 406               |
| 9.     | Koninklijke Nederlandse Atletiekunie                  | 18.000              | 17.000              | 35.000                | 46.000              | 39.000              | 85.000                  | 120.000             | 375               |
| 10.    | Nederlandse Volleybalbond                             | 7.000               | 28.000              | 35.000                | 29.000              | 40.000              | 69.000                  | 104.000             | 953               |
| 11.    | Nederlandse Bridge Bond                               | 100                 | 50                  | 150                   | 39.000              | 52.000              | 91.000                  | 91.150              | 979               |
| 12.    | Koninklijk Nederlands Korfbal Verbond                 | 12.000              | 22.000              | 34.000                | 21.000              | 24.000              | 45.000                  | 79.000              | 460               |
| 13.    | Nederlandse Toer Fiets Unie                           | 2.000               | 300                 | 2.300                 | 65.000              | 10.000              | 75.000                  | 77.300              | 533               |
| 14.    | Koninklijk Nederlands Watersport Verbond              | 8.000               | 7.000               | 15.000                | 44.000              | 11.000              | 55.000                  | 70.000              | 341               |
| 15.    | Koninklijke Nederlandse Klim- en Bergsport Vereniging | 4.000               | 4.000               | 8.000                 | 38.000              | 23.000              | 61.000                  | 69.000              | 1                 |
| 16.    | Nederlandse Basketball Bond                           | 21.000              | 7.000               | 28.000                | 21.000              | 7.000               | 28.000                  | 56.000              | 308               |
| 17.    | Nederlandse Ski Vereniging                            | 5.000               | 5.000               | 10.000                | 24.000              | 19.000              | 43.000                  | 53.000              | 55                |
| 18.    | Nederlands Handbal Verbond                            | 6.000               | 18.000              | 24.000                | 10.000              | 18.000              | 28.000                  | 52.000              | 342               |
| 19.    | Koninklijke Wandel Bond Nederland                     | 100                 | 100                 | 200                   | 22.000              | 29.000              | 51.000                  | 51.200              | 947               |
| 20.    | Koninklijke Nederlandse Roeibond                      | 1.000               | 700                 | 1.700                 | 21.000              | 22.000              | 43.000                  | 44.700              | 124               |
| 21.    | Koninklijke Nederlandse Motorrijders Vereniging       | 3.000               | 400                 | 3.400                 | 34.000              | 4.000               | 38.000                  | 41.400              | 239               |
| 22.    | Judo Bond Nederland                                   | 19.000              | 6.000               | 25.000                | 12.000              | 3.000               | 15.000                  | 40.000              | 542               |
| 23.    | Koninklijke Nederlandsche Schaatsenrijders Bond       | 5.000               | 10.000              | 15.000                | 16.000              | 9.000               | 25.000                  | 40.000              | 635               |
| 24.    | Koninklijke Nederlandsche Wielren Unie                | 8.000               | 2.000               | 10.000                | 25.000              | 4.000               | 29.000                  | 39.000              | 243               |
| 25.    | Badminton Nederland                                   | 5.000               | 4.000               | 9.000                 | 17.000              | 10.000              | 27.000                  | 36.000              | 454               |
| 26.    | Nederlandse Tafeltennis Bond                          | 4.000               | 1.000               | 5.000                 | 18.000              | 4.000               | 22.000                  | 27.000              | 511               |
| 27.    | Nederlandse Darts Bond                                | 100                 | 10                  | 110                   | 24.000              | 2.000               | 26.000                  | 26.110              | 26                |
| 28.    | Survivalrun Bond Nederland                            | 4.000               | 3.000               | 7.000                 | 11.000              | 5.000               | 16.000                  | 23.000              | 129               |
| 29.    | Koninklijke Nederlandse Biljart Bond                  | 70                  | -                   | 70                    | 21.000              | -                   | 21.000                  | 21.070              | 1.069             |
| 30.    | Nederlandse Triathlon Bond                            | 600                 | 400                 | 1.000                 | 14.000              | 6.000               | 20.000                  | 21.000              | 128               |
| 31.    | Koninklijke Nederlandse Schaakbond                    | 6.000               | 1.000               | 7.000                 | 13.000              | 500                 | 13.500                  | 20.500              | 397               |
| 32.    | Koninklijke Nederlandse Baseball en Softball Bond     | 5.000               | 2.000               | 7.000                 | 9.000               | 4.000               | 13.000                  | 20.000              | 156               |
| 33.    | Reddingsbrigade Nederland                             | 5.000               | 5.000               | 10.000                | 6.000               | 4.000               | 10.000                  | 20.000              | 150               |
| 34.    | Rugby Nederland                                       | 7.000               | 800                 | 7.800                 | 7.000               | 2.000               | 9.000                   | 16.800              | 98                |
| 35.    | Koninklijke Nederlandse Vereniging voor Luchtvaart    | 300                 | 60                  | 360                   | 13.000              | 1.000               | 14.000                  | 14.360              | 182               |
| 36.    | Nederlandse Jeu de Boules Bond                        | 50                  | 20                  | 70                    | 9.000               | 5.000               | 14.000                  | 14.070              | 170               |
| 37.    | Nederlandse Onderwatersport Bond                      | 600                 | 300                 | 900                   | 9.000               | 3.000               | 12.000                  | 12.900              | 242               |
| 38.    | Knac Nationale Autosport Federatie                    | 1.000               | 200                 | 1.200                 | 8.000               | 1.000               | 9.000                   | 10.200              | 116               |
| 39.    | Nederlandse Boks Bond                                 | 800                 | 300                 | 1.100                 | 7.000               | 2.000               | 9.000                   | 10.100              | 117               |
| 40.    | Nederlandse Handboog Bond                             | 1.000               | 500                 | 1.500                 | 6.000               | 2.000               | 8.000                   | 9.500               | 221               |
| 41.    | Koninklijke Nederlandse Kaatsbond                     | 1.000               | 1.000               | 2.000                 | 5.000               | 2.000               | 7.000                   | 9.000               | 109               |
| 42.    | Nederlandse Bowling Federatie                         | 300                 | 90                  | 390                   | 6.000               | 2.000               | 8.000                   | 8.390               | 123               |
| 43.    | Squash Bond Nederland                                 | 200                 | 60                  | 260                   | 6.000               | 1.000               | 7.000                   | 7.260               | 69                |
| 44.    | Federatie Oosterse Gevechtskunsten                    | 800                 | 300                 | 1.100                 | 5.000               | 1.000               | 6.000                   | 7.100               | 292               |
| 45.    | Karate-Do Bond Nederland                              | 2.000               | 1.000               | 3.000                 | 3.000               | 1.000               | 4.000                   | 7.000               | 169               |
| 46.    | Koninklijke Nederlandse Cricket Bond                  | 1.000               | -                   | 1.000                 | 4.000               | 20                  | 4.020                   | 5.020               | 45                |
| 47.    | IJshockey Nederland                                   | 1.000               | 300                 | 1.300                 | 3.000               | 500                 | 3.500                   | 4.800               | 40                |
| 48.    | Taekwondo Bond Nederland                              | 1.000               | 900                 | 1.900                 | 1.000               | 600                 | 1.600                   | 3.500               | 135               |
| 49.    | Koninklijke Nederlandse Dam Bond                      | 200                 | 80                  | 280                   | 3.000               | 100                 | 3.100                   | 3.380               | 151               |
| 50.    | Koninklijke Nederlandse Krachtsport- en Fitnessbond   | 70                  | 20                  | 90                    | 2.000               | 800                 | 2.800                   | 2.890               | 101               |
| 51.    | Koninklijke Nederlandse Algemene Schermbond           | 1.000               | 400                 | 1.400                 | 1.000               | 400                 | 1.400                   | 2.800               | 65                |
| 52.    | Nederlandse Klootschietbond                           | 200                 | 60                  | 260                   | 2.000               | 400                 | 2.400                   | 2.660               | 57                |
| 53.    | Aikido Bond Nederland                                 | 500                 | 300                 | 800                   | 1.000               | 400                 | 1.400                   | 2.200               | 97                |
| 54.    | Koninklijke Nederlandsche Kegel Bond                  | 10                  | 10                  | 20                    | 1.000               | 900                 | 1.900                   | 1.920               | 142               |
| 55.    | Nederlandse Frisbee Bond                              | 100                 | 50                  | 150                   | 1.000               | 400                 | 1.400                   | 1.550               | 37                |
| 56.    | American Football Bond Nederland                      | 400                 | 40                  | 440                   | 1.000               | 100                 | 1.100                   | 1.540               | 22                |
| 57.    | Nederlandse Beugel Bond                               | 10                  | -                   | 10                    | 1.000               | 200                 | 1.200                   | 1.210               | 32                |
| 58.    | Nederlandse Kruisboog Bond                            | 10                  | -                   | 10                    | 900                 | 300                 | 1.200                   | 1.210               | 35                |
| 59.    | Nederlandse Waterski en Wakeboard Bond                | 100                 | 70                  | 170                   | 700                 | 200                 | 900                     | 1.070               | 17                |
| 60.    | Nederlandse Algemene Danssport Bond                   | 30                  | 70                  | 100                   | 400                 | 500                 | 900                     | 1.000               | 3                 |
| 61.    | Nederlandse Floorball en Unihockey Bond               | 300                 | 100                 | 400                   | 400                 | 200                 | 600                     | 1.000               | 23                |
| 62.    | Nederlandse Lacrosse Bond                             | 40                  | 20                  | 60                    | 400                 | 500                 | 900                     | 960                 | 16                |
| 63.    | Skateboard Federatie Nederland                        | 600                 | 200                 | 800                   | 20                  | -                   | 20                      | 820                 | 0                 |
| 64.    | Holland Surfing Association                           | 40                  | 10                  | 50                    | 500                 | 200                 | 700                     | 750                 | 0                 |
| 65.    | Nederlandse Rollersports Bond                         | 40                  | 400                 | 440                   | 90                  | 200                 | 290                     | 730                 | 15                |
| 66.    | Algemene Nederlandse Sjoelbond                        | -                   | -                   | -                     | 400                 | 300                 | 700                     | 700                 | 45                |
| 67.    | Koninklijke Nederlandse Kolfbond                      | -                   | -                   | -                     | 300                 | 200                 | 500                     | 500                 | 28                |
| 68.    | Nederlandse Indoor en Outdoor Bowls Bond              | -                   | -                   | -                     | 300                 | 200                 | 500                     | 500                 | 26                |
| 69.    | Nederlandse Go Bond                                   | 10                  | -                   | 10                    | 400                 | 40                  | 440                     | 450                 | 31                |
| 70.    | Nederlandse Gewichthef Bond                           | 10                  | 10                  | 20                    | 200                 | 200                 | 400                     | 420                 | 59                |
| 71.    | Nederlandse Minigolf Bond                             | -                   | -                   | -                     | 300                 | 100                 | 400                     | 400                 | 23                |
| 72.    | Koninklijke Nederlandsche Motorboot Club              | -                   | -                   | -                     | 300                 | 40                  | 340                     | 340                 | 114               |
| 73.    | Nederlandse Draken Boot Federatie                     | 10                  | 10                  | 20                    | 200                 | 100                 | 300                     | 320                 | 11                |
| 74.    | Nederlandse Curling Bond                              | -                   | 10                  | 10                    | 70                  | 40                  | 110                     | 120                 | 4                 |
| 75.    | Bob en Slee Bond Nederland                            | -                   | -                   | -                     | 30                  | 10                  | 40                      | 40                  | 0                 |
| Totaal |                                                       | 818.700             | 622.650             | 1.441.350             | 2.634.910           | 1.077.650           | 3.712.560               | 5.153.910           | 21.528            |